# Wieledrog
Wieledrog – staropolskie imię męskie, zrekonstruowane na podstawie nazwy wsi Wielodróż, dawniej Wieledróż, złożone z członów Wiele- ("chcieć, kazać, radzić") i -drog ("drogi"). 
Wieledrog imieniny obchodzi 24 lutego.